# Варварино (Дмитровский городской округ)
Варварино (также Морозки) — деревня в Дмитровском районе Московской области, в составе городского поселения Деденево. До 2006 года Варварино входило в состав Целеевского сельского округа.

## Расположение
Деревня расположена в центральной части района, примерно в 14 км южнее Дмитрова, в 2 км на юг от Деденево, на левом берегу реки Икша, высота центра над уровнем моря 157 м. Ближайшие населённые пункты — Данилиха на северо-западе и Подосинки на востоке. У восточной окраины Варварино проходит автодорога Москва — Дубна, за ней остановочный пункт Савёловского направления МЖД и Большого кольца МЖД Морозки, далее, в 600 м — Канал имени Москвы.

## Население
| 2002 | 2006 | 2010 |
| ---- | ---- | ---- |
| 45   | ↘39  | ↗53  |